# Alfabetismo digital

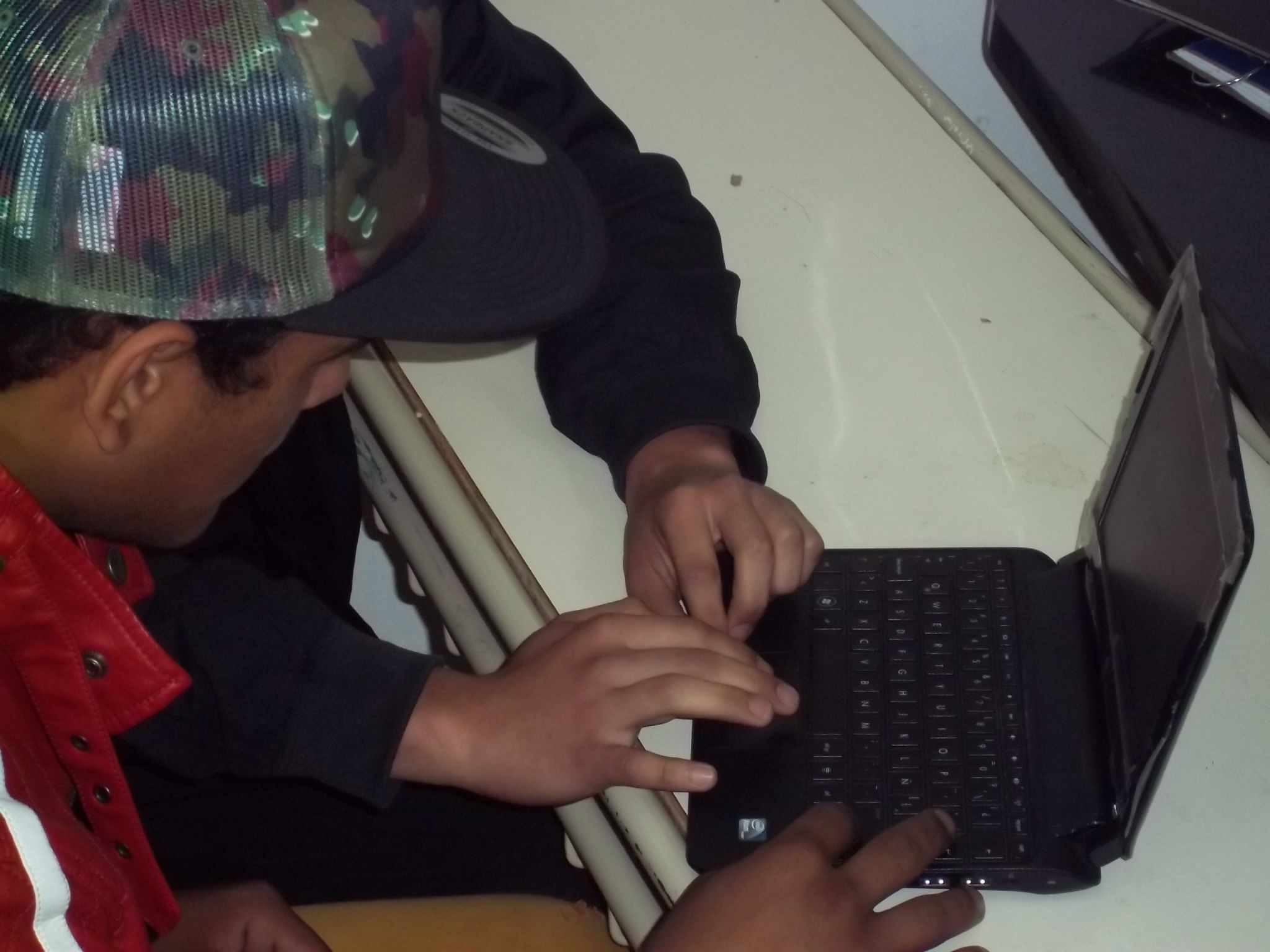
Alfabetismo digital es la habilidad para localizar, analizar, organizar, entender y evaluar información utilizando tecnología digital.

El alfabetismo digital, también conocido como alfabetización digital, es la habilidad para localizar, analizar, organizar, entender y evaluar información utilizando tecnología digital. Implica tanto el conocimiento de cómo trabaja la alta tecnología como la comprensión de cómo puede ser utilizada, está vinculada con Internet y con las competencias requeridas para desempeñarse en el entorno creado por lenguajes multimediáticos.
Las personas digitalmente alfabetizadas pueden comunicarse y trabajar de forma más eficiente, especialmente con aquellos que poseen los mismos conocimientos y habilidades. Además, cuentan con las capacidades para entender el lenguaje y para comunicarse en entornos digitales.
Las investigaciones con respecto a la alfabetización digital se centran en aspectos más amplios, vinculados con el aprendizaje de cómo efectivamente hallar, usar, resumir, evaluar, crear y transmitir información utilizando tecnologías digitales, y no solo con la habilidad para usar una computadora.
El alfabetismo digital incluye el conocimiento del hardware de las computadoras, del software (particularmente aquellos que más frecuentemente se utilizan en los negocios), de Internet, de los teléfonos celulares o móviles, de los PDAs y de otros dispositivos digitales. 

## Definición
El concepto de alfabetización digital hace referencia a un campo de saber relativamente nuevo, vinculado a las transformaciones en los conocimientos, habilidades y destrezas necesarios para el desempeño pleno en la vida social y laboral en las sociedades mediatizadas. También es el nombre que reciben habitualmente las acciones de política educativa destinadas a acercar las TIC a la población
La alfabetización es conceptualizada como un proceso que se desenvuelve a lo largo de la vida y deja de ser entendida como solo dos posibles estados de la persona: alfabetizada/analfabeta.

"El carácter gradual de la alfabetización es reconocer que se trata de un continuo, si se quiere de tipo competencial, en el que hay muchas posiciones y no solo dos categorías."
Rodríguez illera,2004 

La Real Academia Española (RAE) define la palabra “alfabetizar” como la capacidad para enseñar a leer y escribir a alguien. En una sociedad en la que priman las tecnologías de la información y comunicación ahora se habla de alfabetización digital, un proceso imprescindible para adquirir las habilidades necesarias para ser competente en el uso de las nuevas tecnologías.
El Ministerio de Educación de la Columbia Británica define a la alfabetización digital como “el interés, la actitud y la habilidad de los individuos para usar apropiadamente la tecnología digital y las herramientas de la comunicación para acceder a, manejar, integrar, analizar, y evaluar información, construir nuevo conocimiento, crear y comunicarse con los otros”. Aunque esta definición señala que la realización de tareas digitales requiere “interés” y “actitud”, reivindica a la alfabetización digital como una “habilidad” singular.

Una definición diferente a la que propone la Columbia Británica es la de UNESCO. Señala y resalta las tecnologías más allá de la comunicación:
capacidad de acceder, gestionar, comprender, integrar, comunicar, evaluar y crear informaciones mediante la utilización segura y pertinente de las tecnologías digitales para el empleo, un trabajo decente y la iniciativa empresarial.
Esto muestra el impacto que tiene en el empleo y sector empresarial. 

## Certificaciones
La certificación oficial de alfabetismo digital permite a los empleados validar sus conocimientos sobre los medios digitales. El currículo para obtenerla a menudo cambia a medida que la tecnología avanza haciendo necesario la recertificación para mantenerse competitivo.
La Fundación ECDL, establecida por el Consejo Europeo de Sociedades de Informáticos Profesionales (CEPIS) licencia y gobierna a nivel mundial el ECDL y el ICDL. Estas letras son las siglas de palabras en inglés que traducidas equivalen a Licencia Europea para Manejo de Computadoras y a Licencia Internacional para Manejo de Computadoras respectivamente. Ambas licencias representan niveles globales de solvencia de usuarios finales de computadoras que implican una certificación de alta calidad designada y aprobada por expertos internacionales en la materia y respaldada por gobiernos, sociedades informáticas, organizaciones internacionales y corporaciones de todo el mundo.
Certiport Internet e IC3 son considerados a menudo como un estándar de alfabetismo digital entre profesionales y educadores puesto que verifica los conocimientos y habilidades fundamentales de una persona con respecto a las computadoras y al uso de Internet.
Los reclutadores de recursos humanos utilizan bolsas de trabajo en la web para hallar potenciales empleados, que cuenten con este tipo de certificaciones, magnificando de esta manera la importancia del alfabetismo digital como medio para conseguir un trabajo.

## Modalidad de uso
Para desenvolverse de manera adecuada en el entorno actual es necesario tener acceso a nuevos saberes y habilidades, tales como manejar dispositivos tecnológicos y comprender su lógica de funcionamiento, conocer los buscadores de internet y cómo presentan la información, utilizar adecuadamente el correo electrónico y sus posibilidades, usar programas y aplicaciones para realizar acciones y creaciones originales, y entender los términos de una convivencia segura en la web. Esta selección de recursos y materiales ofrece una oportunidad para acercarse a la alfabetización digital.

### En el trabajo
Quienes logran la alfabetización digital tienen más probabilidades de empleabilidad. Muchos trabajos requieren un conocimiento laboral de las computadoras y de Internet para efectuar funciones básicas. En la medida en que la tecnología inalámbrica se perfecciona, más trabajos requieren conocimientos sobre teléfonos celulares y PDAs (los que a veces se combinan en forma de teléfonos inteligentes).
Muchos trabajos de cuello blanco, cada vez más, se efectúan fundamentalmente con computadoras y dispositivos móviles. En muchos de estos empleos se utilizan pruebas de alfabetización digital para contratar y ascender laboralmente. A veces las compañías efectúan sus propios exámenes a los empleados, otras veces solicitan una certificación oficial.
Como la tecnología se ha tornado más económica y accesible, más trabajadores de cuello azul están necesitando del alfabetismo digital. Se espera que fabricantes y minoristas, por ejemplo, registren y analicen datos sobre productividad y tendencias del mercado para mantener la competitividad. En la construcción a menudo se hace uso de computadoras para incrementar la salud de los empleados.
Como sucede con las personas, las empresas también pueden convertirse en analfabetas digitales si no incorporan nuevas tecnologías en sus operaciones diarias, ya que para ser una empresa competitiva se requiere presencia en línea. El uso de las nuevas tecnologías en las empresas puede ser ilimitado, usándose desde la publicidad hasta la venta en línea o la recopilación de datos de los clientes para ejecutar campañas personalizadas.
La cultura digital y sus implicancias también atraviesan el mundo del trabajo. El acceso a un empleo o una nueva tarea demandan nuevos saberes y habilidades. Buscar en un portal de trabajo, diseñar un currículum efectivo, conocer la programación y sus algoritmos, comprender herramientas de ofimática básicas y saber cómo desempeñarse en las redes sociales son experiencias cotidianas en el mundo laboral. La alfabetización digital considera estos aspectos, y desde este espacio se brindan recursos sobre estas habilidades.

### En la educación

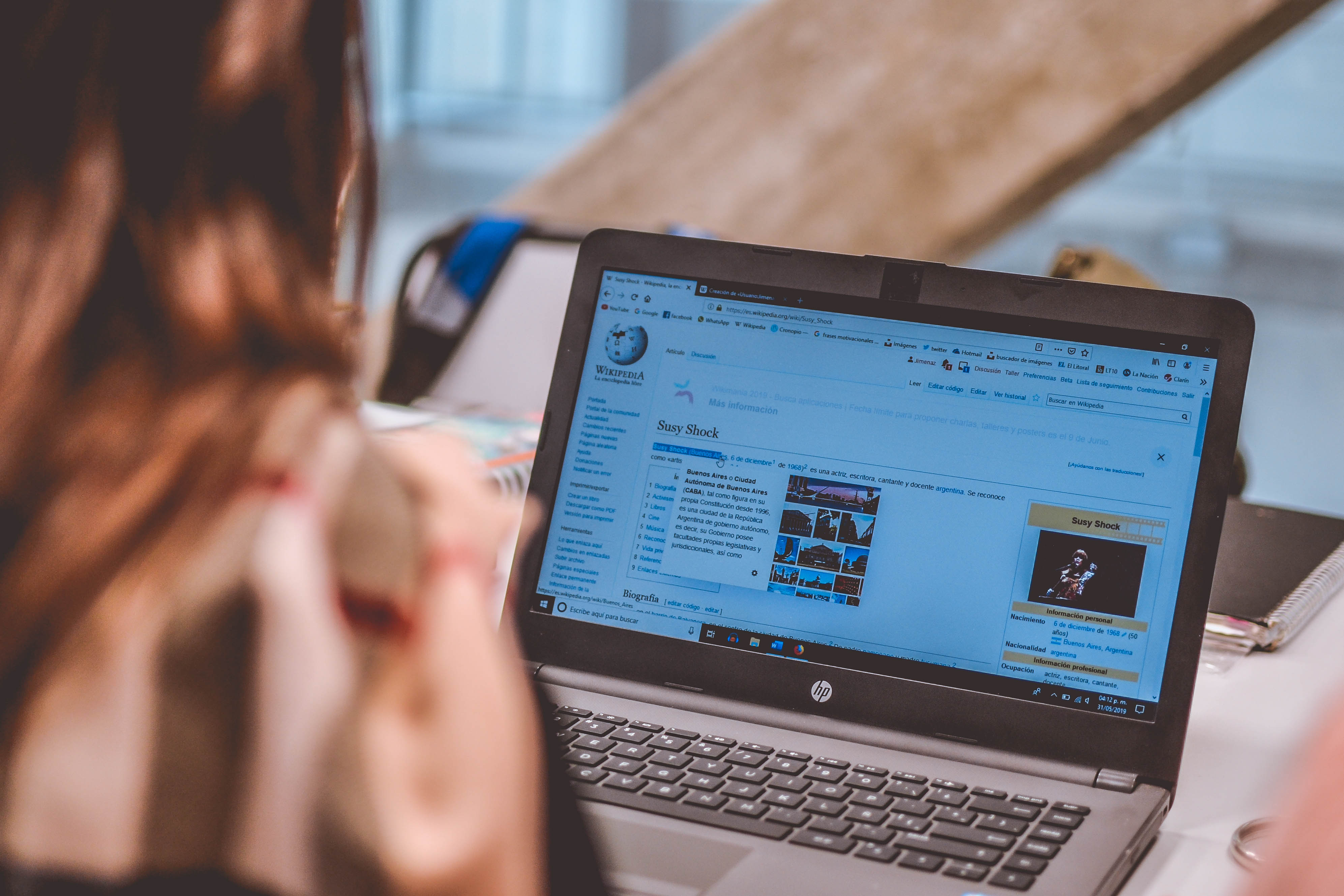
Alfabetización digital en educación

La escuela es una de las agencias más importantes en la formación de futuros ciudadanos. En el contexto actual se ve interpelada a generar nuevas respuestas frente a las demandas de alfabetización digital, ya que las formas que asume la alfabetización en la actualidad presenta importantes diferencias respecto de los modelos generados en los inicios del sistema educativo.
La alfabetización digital en el ámbito educativo es un reto orientado a la formación de ciudadanos críticos que sean capaces de vivir en una sociedad de la información en constante desarrollo.
Los centros educativos están continuamente actualizando sus planes de estudios para mantenerse al día con acelerados desarrollos tecnológicos. Esto a menudo incluye computadoras en las aulas, la utilización de software para exponer los planes de estudio y materiales de estudio disponibles on-line para los estudiantes, como son por ejemplo en las Bibliotecas educativas digitales. Algunas aulas están diseñadas para utilizar pizarras digitales interactivas y dispositivos de respuesta de la audiencia (audience response systems en inglés). Estos sistemas son muy eficaces cuando los profesores están también digitalmente alfabetizados.

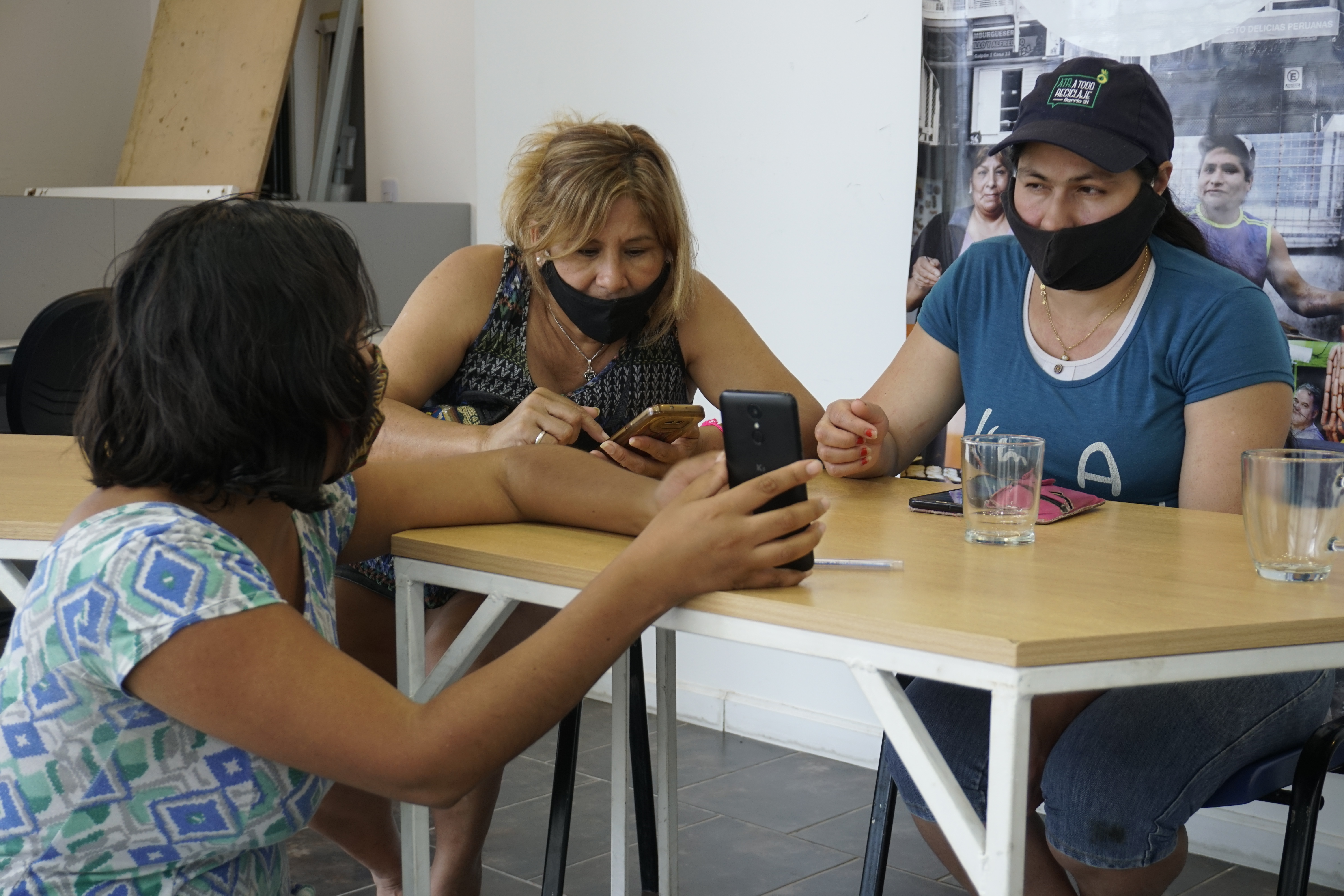
Alfabetización digital en pandemia por covid-19.

Los docentes habitualmente imparten enseñanzas de alfabetismo digital proporcionando a estudiantes que utilizan las computadoras, las competencias y conocimientos necesarios para comprender y beneficiarse de la sociedad de la información o sociedad en red en la que viven actualmente. Estas enseñanzas incluyen la habilidad para verificar la existencia de fuentes creíbles en la red y para citar los sitios web. Google y Wikipedia son utilizados por los estudiantes para “las investigaciones de la vida diaria”, así como los recursos que le ayuden a resolver problemas y a desarrollar su competitividad continuamente. Para esto los docentes propician en sus alumnos la construcción de algunos criterios de fiabilidad que derivan de algunas acciones como por ejemplo analizar la URL del sitio web utilizado.
Dada la importancia de las instituciones educativas en el proceso de alfabetización digital, los profesores también deben estar capacitados para servir a la alfabetización de los estudiantes. A menudo se requiere que los educadores tengan certificados de alfabetismo digital para enseñar cierto software y sobre todo para prevenir el plagio entre los estudiantes.  
Las bibliotecas han aumentado el uso de juegos tales como la Digital Literacy Contest (Concurso de alfabetismo digital) para incrementar la atención sobre el alfabetismo digital.

La importancia de las Tecnologías de la Información y Comunicación (TIC) para la enseñanza y el aprendizaje es ampliamente reconocida.  A nivel global, el uso de las TIC en el ámbito educativo está asociado con las llamadas habilidades del siglo XXI (cf Binkley et al, 2010; Ahonen y Kinnunen, 2015), las cuales consisten en desarrollar el pensamiento creativo y crítico, la resolución de problemas, la comunicación y la colaboración. Dichas habilidades se espera que los estudiantes de hoy las adquieran para integrarlas en la vida personal y laboral. Debido a la continua introducción de nuevas tecnologías, los cambios en la educación superior están en curso, por lo tanto, la identificación de formas de motivar a los profesores para utilizar las TIC se ha convertido en una preocupación importante para la gestión universitaria.

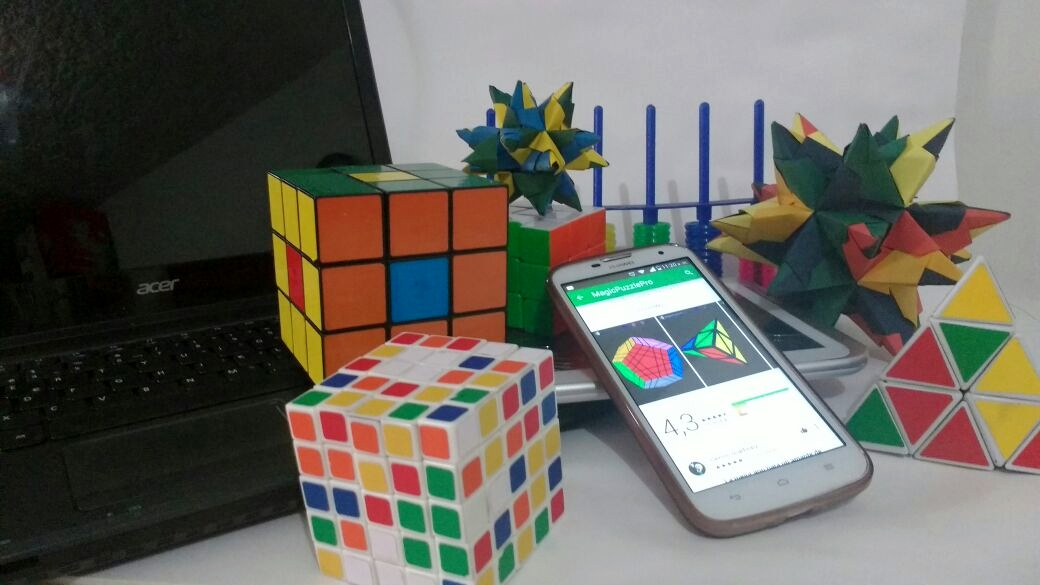
Los celulares han cambiado las formas de leer, aprender y comunicarnos.

### En la sociedad
El alfabetismo digital ayuda a la gente a comunicarse y mantenerse al día de las tendencias sociales. Las redes sociales y sitios web 2.0 ayudan a la gente a propiciar el contacto con otros, transmitir información en el momento adecuado y  ayudar a la venta de bienes y servicios. Esto está muy difundido entre las generaciones más jóvenes, aunque sitios tales como LinkedIn lo han hecho valioso para profesionales más veteranos.

## Del acceso a la comprensión crítica
David Buckingham (2008) propone superar el concepto funcional de alfabetización digital, ya que actualmente pareciera reducirse a un conjunto mínimo de habilidades que le permiten al usuario operar de manera eficiente con herramientas de software o llevar a cabo tareas básicas de recuperación de información. Surge entonces la necesidad de ampliar esta concepción, principalmente en el campo de la educación, puesto que las TIC ya no involucran solo a las computadoras, sino que los medios digitales son "formas culturales" relacionadas de manera inextricable con otros medios visuales y audiovisuales.
La mayoría de los debates en relación con internet tienden a centrarse fundamentalmente en la información. La preocupación clave es localizar y usar información y en menor medida evaluarla y producirla. No obstante, no es útil seguir pensando sólo en término de tecnologías de la información.
Nicholas Burbules y Thomas Callister (2000) van algo más allá: argumentan que los usuarios de la web deben ser "hiperlectores", capaces de leer de modo selectivo y evaluar y cuestionar la información que encuentran en la red. Los "hiperlectores" comparan diferentes fuentes de información, evalúan el modo en que se reclama y establece la autoridad en los sitios, analizan quién produjo el sitio y por qué, y reflexionan acerca de qué puede estar ausente y por qué.
Se pueden sintetizar las habilidades necesarias en tres grupos definidos como Lectura, Escritura y Participación:
- Lectura: Si bien la lectura tradicional requiere la comprensión del texto, la lectura en línea requiere de conocimientos acerca de búsquedas (distintos motores de búsqueda, utilización de palabras clave, detectar información en motores de búsqueda internos de un sitio, etc), navegación (utilizar un servicio web; acceder a hipervínculos; leer, manipular y evaluar URLs, utilizar complementos para proveer funcionalidad adicional al navegador, etc.), síntesis (combinar información de distintas fuentes) y evaluación (comparar información ente varias fuentes, juzgar la utilidad o veracidad de una fuente basada en el contenido, identificar e investigar los autores de recursos web, etc.).

- Escritura: Escribir en la web habilita la creación de contenidos utilizando diversas herramientas. El diseño (creando representaciones mentales y físicas de contenido digital), la composición (construyendo, organizando y compartiendo contenido digital accesible), el código (entendiendo los principios básicos, propósito y aplicación de los lenguajes de programación), las revisiones (revisando sistemáticamente el contenido digital para mejorar el proceso de trabajo y el producto final) y el remix (codificando y decodificando el sentido en contenido digital construyendo, rediseñando y re-inventando textos en línea, identificando las licencias utilizadas para esos contenidos).

- Participación: La participación incluye conectarse con comunidades que comparten, construyen y mantienen contenido en internet. Una comunidad en línea saludable requiere conocimiento de cómo crear, publicar y vincular contenido, y un entendimiento acerca de la seguridad para mantener los contenidos, las identidades y los sistemas seguros. Algunas acciones que propician la participación son la creación y uso de sistemas para distribuir recursos web, identificar cuándo es seguro distribuir ciertos contenidos, cocrear recursos con pares, utilizar las redes sociales para descubrir información y recursos, etc.

## Impacto global
Los gobiernos del mundo han enfatizado la importancia del alfabetismo digital para sus economías. Según HotChalk (TizaCaliente), un recurso de la web para educadores: “Las naciones con un sistema centralizado de educación, tales como China, están liderando el cambio e implementando con más rapidez programas de entrenamiento en alfabetismo digital. Para esos países las noticias son buenas.”[cita requerida]
Muchas naciones en desarrollo también están prestando atención a la educación que incluya el alfabetismo digital con el fin de poder competir globalmente.[cita requerida]
Personas económica, social y regionalmente marginadas se han beneficiado de los programas ECDL/ICDL de la Fundación ECDL a través de fondos y soporte provenientes de iniciativas de la responsabilidad social corporativa, de fondos de agencias de desarrollo internacional y de organizaciones no gubernamentales.[cita requerida]
El secretario de Educación de las Filipinas Jesli Lapus ha enfatizado la importancia del alfabetismo digital en la educación filipina. Afirma que la resistencia al cambio es el mayor obstáculo para la mejora de la educación de la nación en el mundo globalizado. En 2008, Lapus fue incluido en el Salón de la Fama de los “Campeones del Alfabetismo Digital” de Certiport por su trabajo en la difusión del alfabetismo digital.

## La brecha digital
El alfabetismo digital y el acceso digital se han tornado cada vez más importantes como diferenciadores competitivos. Hacer un puente sobre las brechas económicas y de desarrollo dependen en gran medida de incrementar el alfabetismo digital y el acceso para gente que ha sido dejada fuera de la revolución de las tecnologías de la información y la comunicación.
La Alianza Global de las Naciones Unidas para la Información y las Tecnologías de las Comunicaciones y el Desarrollo (GAID intenta enfrentar este conjunto de factores en un plano internacional y global. Muchas organizaciones, por ejemplo Per Scholas para poblaciones necesitadas en los Estados Unidos, centran su atención en estos temas a nivel nacional, local y comunitario.
La brecha digital se define como la separación que existe entre las personas (comunidades, estados, países) que utilizan las Tecnologías de Información y Comunicación (TIC) como una parte rutinaria de su vida diaria y aquellas que no tienen acceso a las mismas y que aunque las tengan no saben cómo utilizarlas.
Es necesario resaltar la brecha digital de género que pone en evidencia el hecho de que la  alfabetización está relacionada con el lugar de trabajo, por lo tanto, en la medida en que los trabajos de las mujeres están menos informatizados, el nivel de alfabetización digital es menor.

## Cuidados a tener
El alfabetismo digital también previene la creencia de falsas alarmas que se difunden en la red o son el resultado de manipulaciones fotográficas. Los fraudes por correo electrónico y el phishing a menudo se aprovechan de los analfabetos digitales perjudicándolos económicamente y haciéndolos vulnerables al robo de identidad.